# El incidente (película de 2014)
El incidente (conocida tambien como La carretera infinita) es una película mexicana del 2014 escrita y dirigida por Isaac Ezban y producida por Yellow Films. Esta protagonizada por Raúl Méndez, Nailea Norvind, Hernán Mendoza, Humberto Busto y Fernando Álvarez Rebeil.

## Argumento
La película sigue dos historias principales.
Primero, muestra la historia de los hermanos Oliver y Carlos. Cuando Carlos llega a su departamento para informarle a su hermano que su mamá les ha prestado el dinero que necesitan para pagar sus deudas, Oliver le revela que ha tenido que confesarle a un policía que han robado un local. El policía es Marco y se encontraba escondido dentro del mismo departamento. Al tratar de escapar de él, los hermanos huyen a las escaleras de su edificio. En la persecución, Marco logra dispararle en la pierna a Carlos, después de lo cual los tres escuchan una fuerte explosión. Al llegar al primer piso y no poder abrir la puerta, se revela que están atrapados en un bucle infinito de escaleras, y con el tiempo, Carlos muere debido al disparo.
La siguiente historia es la de una familia conformada por Daniel, un niño, su hermana pequeña Camila, su mamá Sandra, y su padrastro Roberto. Se preparan para ir de viaje a la playa, en donde se revela que Daniel siente desprecio por su padrastro y que su hermana sufre de asma. Salen a la carretera y se detienen en una gasolinera para pasar al sanitario. Camila le da a guardar su inhalador a Roberto, y él le ofrece de tomar un jugo de guayaba. Más adelante Camila empieza a sufrir un ataque de asma causado por una reacción alérgica al jugo. Roberto accidentalmente tira el inhalador y éste se rompe. Se escucha una explosión similar a la historia anterior y de igual manera se revela que la familia está atrapada en un bucle de una carretera infinita. Camila muere por asfixia unas horas después.
35 años han pasado en ambas historias. La película muestra cómo han sobrevivido los personajes a lo largo de los años. Marco y Oliver han decorado las paredes de las escaleras con la basura de la comida de una máquina dispensadora y con los plumones de la mochila de Carlos. Ambos siempre se rellenan después de un tiempo (es decir todo volvía a aparecer en la máquina y en la mochila después de sacar lo antes mencionado). Daniel vive solo en las orillas de la carretera sustentándose con los productos de la gasolinera. Roberto y Sandra (en estado catatónico) viven en la camioneta. 
Cuando muere Sandra, Roberto busca a Daniel. Cuando empiezan a hablar entre sí, Marco empieza a decir las mismas palabras que Roberto. De forma paralela, Roberto le dice a Daniel lo mismo que Marco le empieza a decir a Oliver. Daniel y Marco resultan ser la misma persona, y Marco le informa a Oliver que ha vivido por dos "incidentes": El de la carretera cuando era niño y su nombre era Daniel, y el de las escaleras con Oliver. Roberto también le dice a Daniel que él ha vivido dos incidentes. Tanto Roberto como Marco habían olvidado el primer incidente que vivieron. Marco (Daniel ya viejo) le advierte a Oliver que debe de escribir su nombre o de lo contrario lo olvidará, como lo hizo él. También le advierte no salir cuando aparezca un elevador para poder romper con el ciclo de incidentes. Lo mismo le había advertido Roberto a Daniel antes de morir pero él no hizo caso. Revelan cómo es necesario un sacrificio humano para poder crear un incidente, y que ellos solo son versiones alternas de sus versiones reales que no quedaron atrapadas en los bucles. Roberto y Daniel viejo mueren, y se muestra como Daniel adulto escapa del bucle de la carretera y se convierte en el oficial Marco.
Aparece un elevador en el bucle de las escaleras. A pesar de las advertencias de Daniel, Oliver entra al elevador y se convierte en un operador de elevador llamado Karl. Una pareja de recién casados sube y Karl les ayuda a llevar su equipaje al pasillo de su cuarto. Karl libera una abeja que pica al novio, quien es alérgico, así provocando su muerte que sirve para detonar otro incidente. Las imágenes de una mujer anciana con vestido de novia a lo largo de la película indican que ella también continuó con el ciclo de incidentes.

## Elenco
| Personaje           | Intérprete               |
| ------------------- | ------------------------ |
| Marco/Daniel Adulto | Raúl Méndez              |
| Sandra              | Nailea Norvind           |
| Roberto             | Hernán Mendoza           |
| Carlos              | Humberto Busto           |
| Oliver              | Fernando Álvarez Rebeil  |
| Daniel              | Gabriel Santoyo          |
| Camila              | Paulina Montemayor       |
| Oliver adulto       | Héctor Mendoza           |
| Marco viejo         | Leonel Tinajero          |
| Roberto viejo       | Marcos Moreno            |
| Novia               | Luciana Villegas         |
| Novio               | Adrián Ladrón de Guevara |
| Sandra vieja        | Leticia González         |
| Novia vieja         | Magda Brugenheim         |
| Roberto niño        | Santiago Mendoza Cortés  |
| Juan                | Erick Trinidad Camacho   |
| Instructor de balsa | Enrique Mendoza          |